# Andrea Bertolacci
Andrea Bertolacci est un footballeur international italien né le 11 janvier 1991 à Rome. Il évolue au poste de milieu relayeur à Fatih Karagümrük, en prêt de l'US Cremonese.

## Biographie

### Carrière de club
Bertolacci a commencé sa carrière à l'académie de l'AS Roma. En janvier 2010, il est prêté à une équipe de Serie A : Lecce. Il a marqué son premier but avec Lecce face à la Juventus, un match dans lequel il marquera un doublé. À l'été 2010, Lecce prolonge le prêt. Le 22 juin 2011, Lecce a exercé l'option d'achat de 50 % de ses droits d'inscription pour une somme convenue à l'avance de 500 000 €. Cependant, la Roma a exercé les droits contre l'option pour 500 000 euros. Ainsi, Lecce a reçu 500 000 euros comme une incitation pour le prêt. Puis Bertolacci a été prêté pour une saison supplémentaire à Lecce, afin de jouer régulièrement et obtenir plus d'expérience et de temps de jeu. Bertolacci a marqué contre son club formateur lors d'une défaite 2-1 le 20 novembre 2011. Le 30 juin 2012, Bertolacci retourne a l'AS Roma. En été 2012, il a été impliqué dans l'affaire du transfert de Panagiotis Tachtsidis du Genoa. 50 % des droits du joueur de Bertolacci ont été marqués pour 1 million d'euros et également 50 % des droits de Tachtsidis pour 2,5 millions d'euros. Le 20 juin 2014, la Roma et Genoa ont renouvelé leur copropriété accord de contrat avec Bertolacci.
Le 29 juin 2015, il s'engage avec l'AC Milan pour quatre ans et contre 20 millions d'euros. Il est laissé libre par l'AC Milan en juin 2019.
Le 23 décembre 2020, il s'engage en faveur du club turc du Fatih Karagümrük.

### Carrière internationale
Bertolacci a commencé son expérience internationale lors du tournoi international des moins de 16 ans du Val-de-Marne. Il a joué tous les 3 matchs du Championnat d'Europe des moins de 17 ans en 2008 la qualification d'élite, dans lequel l'Italie ne s'est pas qualifié pour le tour suivant. Il a ensuite été promu à l'équipe U19 en janvier 2009, a joué deux fois en 2010 Championnat d'Europe de football des moins de 19 ans Football qualification élite et une fois dans le tour Élite. Il a également été sélectionné pour la phase finale, en jouant deux fois titulaire. Au cours de la saison 2010-2011, il a été couronné à deux reprises par l'équipe U20 dans le Tournoi des Quatre Nations. En avril 2011, il a reçu sa première convotion en avec l'équipe espoirs. Cependant, il a été blessé et a raté le match amical. Le 10 août 2011, il fait ses débuts avec l'équipe d'Italie espoirs, dans un match amical contre la Suisse. Le 11 juin 2013, Bertolacci inscrit le but égalisateur 94e minute - son premier but pour les moins de 21 ans - contre la Norvège dans les Championnats d'Europe U-21 pour assurer la première place du groupe à l'Italie. L'Italie a atteint la finale (perdue 4-2 contre l'Espagne), durant laquelle Bertolacci n'a pas joué. Le 9 septembre 2014, il a été appelé par Antonio Conte en équipe d'Italie pour un match de qualification pour l'Euro 2016 contre la Croatie et un match amical contre l'Albanie. Le 18 novembre, il fait ses débuts avec l'équipe première contre l'Albanie, en jouant pendant 70 minutes lors d'une victoire 1-0 au Stadio Luigi Ferraris. Le 28 mars 2015, Bertolacci fait sa deuxième apparition pour l'Italie dans un match de qualification contre la Bulgarie à Sofia qui a terminé sur le score de 2-2.

## Statistiques
| Saison                | Club                  | Championnat           | Championnat | Championnat | Championnat | Coupe(s) nationale(s) | Coupe(s) nationale(s) | Coupe(s) nationale(s) | Compétition(s) continentale(s) | Compétition(s) continentale(s) | Compétition(s) continentale(s) | Compétition(s) continentale(s) | Total | Total | Total |
| Saison                | Club                  | Division              | M.          | B.          | P.d.        | M.                    | B.                    | P.d.                  | Comp.                          | M.                             | B.                             | P.d.                           | M.    | B.    | P.d.  |
| 2009-2010             | US Lecce (prêt)       | Serie B               | 6           | 0           | 1           | -                     | -                     | -                     | -                              | -                              | -                              | -                              | 6     | 0     | 1     |
| 2010-2011             | US Lecce (prêt)       | Serie A               | 9           | 3           | 0           | 1                     | 1                     | 0                     | -                              | -                              | -                              | -                              | 10    | 4     | 0     |
| 2011-2012             | US Lecce (prêt)       | Serie A               | 28          | 3           | 3           | -                     | -                     | -                     | -                              | -                              | -                              | -                              | 28    | 3     | 3     |
| Sous-total            | Sous-total            | Sous-total            | 43          | 6           | 4           | 1                     | 1                     | 0                     | -                              | -                              | -                              | -                              | 44    | 7     | 4     |
| 2012-2013             | Genoa CFC             | Serie A               | 29          | 4           | 5           | -                     | -                     | -                     | -                              | -                              | -                              | -                              | 29    | 4     | 5     |
| 2013-2014             | Genoa CFC             | Serie A               | 25          | 2           | 1           | 1                     | 0                     | 0                     | -                              | -                              | -                              | -                              | 26    | 2     | 1     |
| 2014-2015             | Genoa CFC             | Serie A               | 34          | 6           | 8           | 1                     | 0                     | 0                     | -                              | -                              | -                              | -                              | 35    | 6     | 8     |
| Sous-total            | Sous-total            | Sous-total            | 88          | 12          | 14          | 2                     | 0                     | 0                     | -                              | -                              | -                              | -                              | 90    | 12    | 14    |
| 2015-2016             | AC Milan              | Serie A               | 27          | 1           | 1           | 3                     | 0                     | 0                     | -                              | -                              | -                              | -                              | 30    | 1     | 1     |
| Sous-total            | Sous-total            | Sous-total            | 27          | 1           | 1           | 3                     | 0                     | 0                     | -                              | -                              | -                              | -                              | 30    | 1     | 1     |
| Total sur la carrière | Total sur la carrière | Total sur la carrière | 158         | 19          | 19          | 6                     | 1                     | 0                     | -                              | -                              | -                              | -                              | 164   | 20    | 19    |

## Palmarès
- US Lecce
  - Champion d'Italie de Serie B (D2) en 2010

- AC Milan
  - Vainqueur de la Supercoupe d'Italie en 2016